# Liste des monuments historiques de Dole
Ce tableau présente la liste de tous les monuments historiques classés ou inscrits dans la ville de Dole, Jura, en France.

## Statistiques
Dole compte 48 protections au titre des monuments historiques. 16 édifices sont classés, au moins partiellement ; les autres sont inscrits.

## Liste
| Monument                                     | Adresse                                     | Coordonnées                      | Notice                        | Protection             | Date                               | Illustration                                 |
| -------------------------------------------- | ------------------------------------------- | -------------------------------- | ----------------------------- | ---------------------- | ---------------------------------- | -------------------------------------------- |
| Borne-colonne n°1 de la forêt de Chaux       | Chemin du Grand-Contour, forêt de Chaux     | 47° 03′ 11″ nord, 5° 32′ 56″ est | « PA39000111 »                | Inscrit                | 2013                               | Borne-colonne n°1 de la forêt de Chaux       |
| Caserne Bernard                              | 75 rue des Arènes                           | 47° 05′ 23″ nord, 5° 29′ 21″ est | « PA00101841 »                | Inscrit Classé Inscrit | 1929 1975                          | Caserne Bernard                              |
| Collège de l'Arc                             | Rue du Collège                              | 47° 05′ 33″ nord, 5° 29′ 27″ est | « PA00101843 »                | Classé Inscrit         | 1964 1965 1996                     | Collège de l'Arc                             |
| Collège Saint-Jérôme                         |                                             | 47° 05′ 39″ nord, 5° 29′ 34″ est | « PA39000035 »                | Inscrit                | 1998                               | Collège Saint-Jérôme                         |
| Collégiale Notre-Dame                        |                                             | 47° 05′ 33″ nord, 5° 29′ 41″ est | « PA00101845 »                | Classé                 | 1910                               | Collégiale Notre-Dame                        |
| Corps de garde                               | 40 rue du Mont-Roland 1 rue Bernard         | 47° 05′ 34″ nord, 5° 29′ 18″ est | « PA39000108 »                | Inscrit                | 2012                               | Corps de garde                               |
| Cours Saint-Mauris                           |                                             | 47° 05′ 39″ nord, 5° 29′ 53″ est | « PA00132851 »                | Inscrit                | 1994                               | Cours Saint-Mauris                           |
| Couvent des Carmélites                       |                                             | 47° 05′ 30″ nord, 5° 29′ 26″ est | « PA00101842 »                | Inscrit Classé         | 1997 1999                          | Couvent des Carmélites                       |
| Couvent des Cordeliers                       | Rue des Arènes                              | 47° 05′ 26″ nord, 5° 29′ 30″ est | « PA00101844 »                | Classé Inscrit Classé  | 1913 1914 1924 1950 1991 1996 2014 | Couvent des Cordeliers                       |
| Demeure                                      | 1 rue des Commards                          | 47° 05′ 43″ nord, 5° 30′ 09″ est | « PA00102085 »                | Inscrit Classé         | 1991 1993                          | Demeure                                      |
| Église Saint-Jean-l'Évangéliste              | 9 rue Jean XXIII 44-46 rue Général-Lachiche | 47° 05′ 13″ nord, 5° 28′ 58″ est | « PA39000073 »                | Inscrit Classé         | 2006 2007                          | Église Saint-Jean-l'Évangéliste              |
| Enceinte                                     |                                             | 47° 05′ 22″ nord, 5° 29′ 24″ est | « PA00102090 »                | Inscrit                | 1991                               | Enceinte                                     |
| Fontaine Attiret                             | Rue des Arènes                              | 47° 05′ 24″ nord, 5° 29′ 21″ est | « PA00101846 »                | Inscrit                | 1926                               | Fontaine Attiret                             |
| Grand Pont                                   |                                             | 47° 05′ 17″ nord, 5° 29′ 41″ est | « PA00101873 »                | Inscrit                | 1948                               | Grand Pont                                   |
| Grande Fontaine dite Fontaine aux Lépreux    | Rue du Prélot Rue Pasteur                   | 47° 05′ 28″ nord, 5° 29′ 40″ est | « PA00101847 »                | Inscrit                | 1950 1996                          | Grande Fontaine dite Fontaine aux Lépreux    |
| Hôpital de la Charité et bastion Saint-André |                                             | 47° 05′ 25″ nord, 5° 29′ 41″ est | « PA00101848 »                | Inscrit Classé         | 1948 1949                          | Hôpital de la Charité et bastion Saint-André |
| Hôpital du Saint-Esprit                      |                                             | 47° 05′ 15″ nord, 5° 29′ 57″ est | « PA00102089 »                | Inscrit                | 1991                               | Hôpital du Saint-Esprit                      |
| Hôtel de Champagney, dit Palais Granvelle    | 18, 20 rue Pasteur 21 rue Granvelle         | 47° 05′ 29″ nord, 5° 29′ 39″ est | « PA00101870 » « PA00101849 » | Inscrit                | 1941 1971                          | Hôtel de Champagney, dit Palais Granvelle    |
| Hôtel de Froissard                           | 7 rue du Mont-Roland                        | 47° 05′ 31″ nord, 5° 29′ 28″ est | « PA00101851 »                | Classé Inscrit         | 1982                               | Hôtel de Froissard                           |
| Hôtel de Genève                              | 15 rue Carondelet 3 rue Marcel-Aymé         | 47° 05′ 34″ nord, 5° 29′ 43″ est | « PA00101852 »                | Inscrit                | 1985                               | Hôtel de Genève                              |
| Hôtel Luc de Saint-Mauris                    | 15 rue du Collège-de-l'Arc                  | 47° 05′ 36″ nord, 5° 29′ 31″ est | « PA00101853 »                | Inscrit                | 1994                               | Hôtel Luc de Saint-Mauris                    |
| Hôtel de Mailly-Château-Renaud               | 19 rue du Parlement                         | 47° 05′ 30″ nord, 5° 29′ 39″ est | « PA00101854 »                | Inscrit                | 1980                               | Hôtel de Mailly-Château-Renaud               |
| Hôtel Mairot                                 | 7 rue de Besançon                           | 47° 05′ 38″ nord, 5° 29′ 46″ est | « PA00102086 »                | Classé                 | 1993                               | Hôtel Mairot                                 |
| Hôtel Richardot                              | 36 rue des Arènes                           | 47° 05′ 28″ nord, 5° 29′ 27″ est | « PA00101865 »                | Inscrit                | 2004                               | Hôtel Richardot                              |
| Hôtel Rigollier de Parcey                    | 45 rue des Arènes                           | 47° 05′ 26″ nord, 5° 29′ 26″ est | « PA00101857 »                | Inscrit                | 1950                               | Hôtel Rigollier de Parcey                    |
| Hôtel de Rye                                 | 36 rue du Gouvernement                      | 47° 05′ 40″ nord, 5° 29′ 39″ est | « PA00101855 »                | Inscrit                | 1981                               | Hôtel de Rye                                 |
| Ancien hôtel de ville                        | 24 place Nationale                          | 47° 05′ 32″ nord, 5° 29′ 37″ est | « PA00101856 »                | Inscrit                | 1927                               | Ancien hôtel de ville                        |
| Hôtel de Vurry                               | 25, 27 Grande-Rue                           | 47° 05′ 30″ nord, 5° 29′ 34″ est | « PA00102087 »                | Classé                 | 1993                               | Hôtel de Vurry                               |
| Hôtel-Dieu                                   | 2 rue Bauzonnet                             | 47° 05′ 24″ nord, 5° 29′ 33″ est | « PA00101850 »                | Classé                 | 1928                               | Hôtel-Dieu                                   |
| Immeuble                                     | 1 rue Bauzonnet                             | 47° 05′ 25″ nord, 5° 29′ 34″ est | « PA00101858 »                | Inscrit                | 1942                               | Immeuble                                     |
| Immeuble                                     | 13 Grande-Rue                               | 47° 05′ 28″ nord, 5° 29′ 35″ est | « PA00101859 »                | Inscrit                | 1950                               | Immeuble                                     |
| Immeuble                                     | 6 rue du Mont-Roland                        | 47° 05′ 30″ nord, 5° 29′ 28″ est | « PA00101860 »                | Inscrit                | 1950                               | Image manquante Téléverser                   |
| Immeuble                                     | 14 place Nationale                          | 47° 05′ 34″ nord, 5° 29′ 38″ est | « PA00101861 »                | Inscrit                | 1947                               | Immeuble                                     |
| Immeuble                                     | 7 rue Pointelin                             | 47° 05′ 23″ nord, 5° 29′ 30″ est | « PA00101862 »                | Inscrit                | 1948                               | Immeuble                                     |
| Loge maçonnique                              | 5 quai Pasteur 1 rue de la Bière            | 47° 05′ 35″ nord, 5° 29′ 50″ est | « PA39000093 »                | Inscrit                | 2009                               | Loge maçonnique                              |
| Hôtel Terrier de Santans (Dole)              | 44 rue de Besançon                          | 47° 05′ 35″ nord, 5° 29′ 40″ est | « PA00101866 »                | Inscrit                | 1941                               | Hôtel Terrier de Santans (Dole)              |
| Maison                                       | 25 rue de la Sous-Préfecture                | 47° 05′ 38″ nord, 5° 29′ 36″ est | « PA00101868 »                | Inscrit                | 1948                               | Maison                                       |
| Maison                                       | 11 rue du Général-Malet                     | 47° 05′ 43″ nord, 5° 30′ 03″ est | « PA39000001 »                | Inscrit                | 1996                               | Maison                                       |
| Maison                                       | 40 Grande-Rue                               | 47° 05′ 30″ nord, 5° 29′ 34″ est | « PA00101867 »                | Inscrit                | 1941                               | Maison                                       |
| Maison                                       | 31 boulevard Wilson                         | 47° 05′ 47″ nord, 5° 29′ 36″ est | « PA39000046 »                | Inscrit                | 2001                               | Maison                                       |
| Maison Jorrot                                | 21 avenue Rockfeller                        | 47° 05′ 44″ nord, 5° 29′ 35″ est | « PA00101863 »                | Inscrit                | 1975                               | Maison Jorrot                                |
| Maison de Louis Pasteur                      | 41-43 rue Pasteur                           | 47° 05′ 32″ nord, 5° 29′ 45″ est | « PA00101864 »                | Classé                 | 1923                               | Maison de Louis Pasteur                      |
| Maison des Orphelins                         | 27 rue Pasteur                              | 47° 05′ 32″ nord, 5° 29′ 47″ est | « PA00102088 »                | Inscrit Classé         | 1991 1993                          | Maison des Orphelins                         |
| Monument aux morts de Dole                   | 71 avenue de Landon                         | 47° 06′ 10″ nord, 5° 29′ 26″ est | « PA39000134 »                | Inscrit                | 2022                               | Image manquante Téléverser                   |
| Nymphée du parc de Scey                      | Chemin de halage du canal du Rhône au Rhin  | 47° 05′ 11″ nord, 5° 29′ 18″ est | « PA00101869 »                | Inscrit                | 1984                               | Nymphée du parc de Scey                      |
| Pavillon des Archers                         | Rue du Prélot                               | 47° 05′ 30″ nord, 5° 29′ 45″ est | « PA00101871 »                | Inscrit                | 1984                               | Pavillon des Archers                         |
| Pavillon de l'Arquebuse                      | Promenade du Pasquier                       | 47° 05′ 33″ nord, 5° 30′ 01″ est | « PA00101872 »                | Inscrit Classé         | 1971                               | Pavillon de l'Arquebuse                      |
| Pont de la Raie des Moutelles                |                                             | 47° 04′ 01″ nord, 5° 28′ 47″ est | « PA39000055 »                | Inscrit                | 2003                               | Pont de la Raie des Moutelles                |
| Théâtre municipal                            | 30 rue du Mont-Roland                       | 47° 05′ 32″ nord, 5° 29′ 21″ est | « PA00101874 »                | Classé                 | 1996                               | Théâtre municipal                            |